# كريستيان لودفيج غوتليب
كريستيان لودفيج غوتليب (بالألمانية: Christian Gottlieb Ludwig)‏ (و. 1709 – 1773 م) هو عالم نبات من ألمانيا .
توفي في لايبزيغ ، عن عمر يناهز 64 عاماً.